# Milorad Popović
Milorad Popović (* 18. Januar 1979 in Ruma, Jugoslawien; † 19. Juli 2006 ebenda) war ein serbischer Fußballspieler.
Popović begann bei den Vereinen FK Sloven Ruma, Big Bull Bacinci und dem 1. Maj Ruma. Seinen Durchbruch hatte er bei OFK Belgrad, von wo aus er auch 2002 für eine Saison zum 1. FC Nürnberg wechselte. Dort kam er in der Bundesliga 23-mal zum Einsatz. Nach dem Abstieg des Clubs wurde der Abwehrspieler zur nächsten Saison in die 2. Liga zum Karlsruher SC ausgeliehen. 2004 kehrte er schließlich wieder zu OFK Belgrad zurück.
Sein Wunsch, für die Nationalmannschaft von Serbien und Montenegro zu spielen, ging nie in Erfüllung; lediglich in der U-21-Nationalmannschaft seines Landes kam er zu einigen Einsätzen.
Im Juli 2006 starb Popović an Hodenkrebs.